# Villeneuve-sur-Bellot
Villeneuve-sur-Bellot je francouzská obec v departementu Seine-et-Marne v regionu Île-de-France. V roce 2013 zde žilo 1 143 obyvatel.

## Poloha obce
Sousední obce jsou: Bellot, Hondevilliers, Sablonnières a Verdelot.

## Vývoj počtu obyvatel
Počet obyvatel